# Alfred Chopin

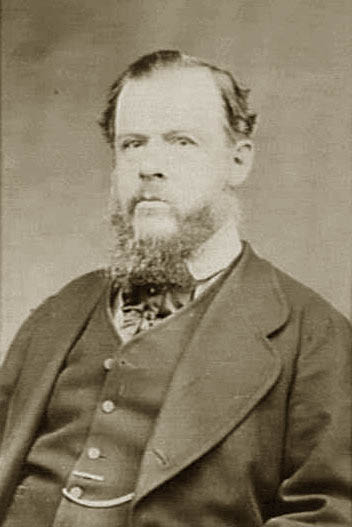
Fotografía de Sir Frederick Barlee, tomado por Alfred Chopin.

Alfred Chopin (1846 - 1902) fue un convicto transportado a Australia Occidental. Fue uno de los primeros fotógrafos de retratos en la colonia.
Nada se sabe acerca de su juventud, pero en el 4 de diciembre de 1865, él y su hermano William Chopin fueron condenados en los tribunales de Mánchester y sentenciados a ser transportados. Alfred Chopin fue condenado a un periodo de 10 años por recibir bienes extranjeros robados. Su hermano fue condenado a 20 años por dar notas falsas. Los dos hermanos fueron transportados a Australia Occidental en la Norwood la cual llegó a Fremantle en julio de 1867.
En febrero de 1869, Alfred Chopin recibió indulto, tras la comprobación de que su acusación había sido falsa. Obtuvo después una licencia de confitero y abrió una tienda pequeña en Perth. Cuando su hermano fue liberado, fue empleado por Alfred durante un plazo corto. En marzo de 1872, Alfred Chopin se casó con Ellen Mary McNamara; con quien tuvo ocho hijos.
En 1872, Chopin empezó un negocio como fotógrafo, siendo contratado por el gobierno en compensación de su condena y encarcelamiento equivocado. Por el significado histórico de algunos de los oficiales que fueron captados en fotos por Chopin, una cantidad de sus retratos fueron preservados, incluyendo fotos de Sir Frederick Barlee, Sir Malcolm Fraser y Sir Luke Leake. Durante la década de los 70, el mercado fotográfico se volvió muy competitivo y Chopin empezó a viajar a distritos rurales en búsqueda de clientela. Su negocio fue de mal a peor, y en junio de 1877 se declaró en bancarrota. 
En sus últimos años, Chopin vivió en Guilford, y trabajo como mecánico. Murió en su casa en octubre de 1902.